# Акимов Микола Павлович
Мико́ла Па́влович Акі́мов (рос. Николай Павлович Акимов; 16 квітня 1901, Харків — 6 вересня 1968, Москва) — російський радянський режисер і художник, педагог, професор з 1960 року.

## Життєпис
Народився 3 [16] квітня 1901 року в місті Харкові в сім'ї службовця залізниці. Після отримання батьком посади в правлінні Московсько-Віндаво-Рибінської залізниці родина в 1910 році переїхала в Царське Село, потім до Санкт-Петербурга. У 1915 році займався у вечірній художній школі Товариства заохочення мистецтв, студії Савелія Зейденберга, у 1915—1918 роках навчався в Новій художній майстерні під керівництвом Мстислава Добужинського, Олександра Яковлєва, Василя Шухаєва. У 1918 році працював у майстерні плаката петроградського Пролеткульту.

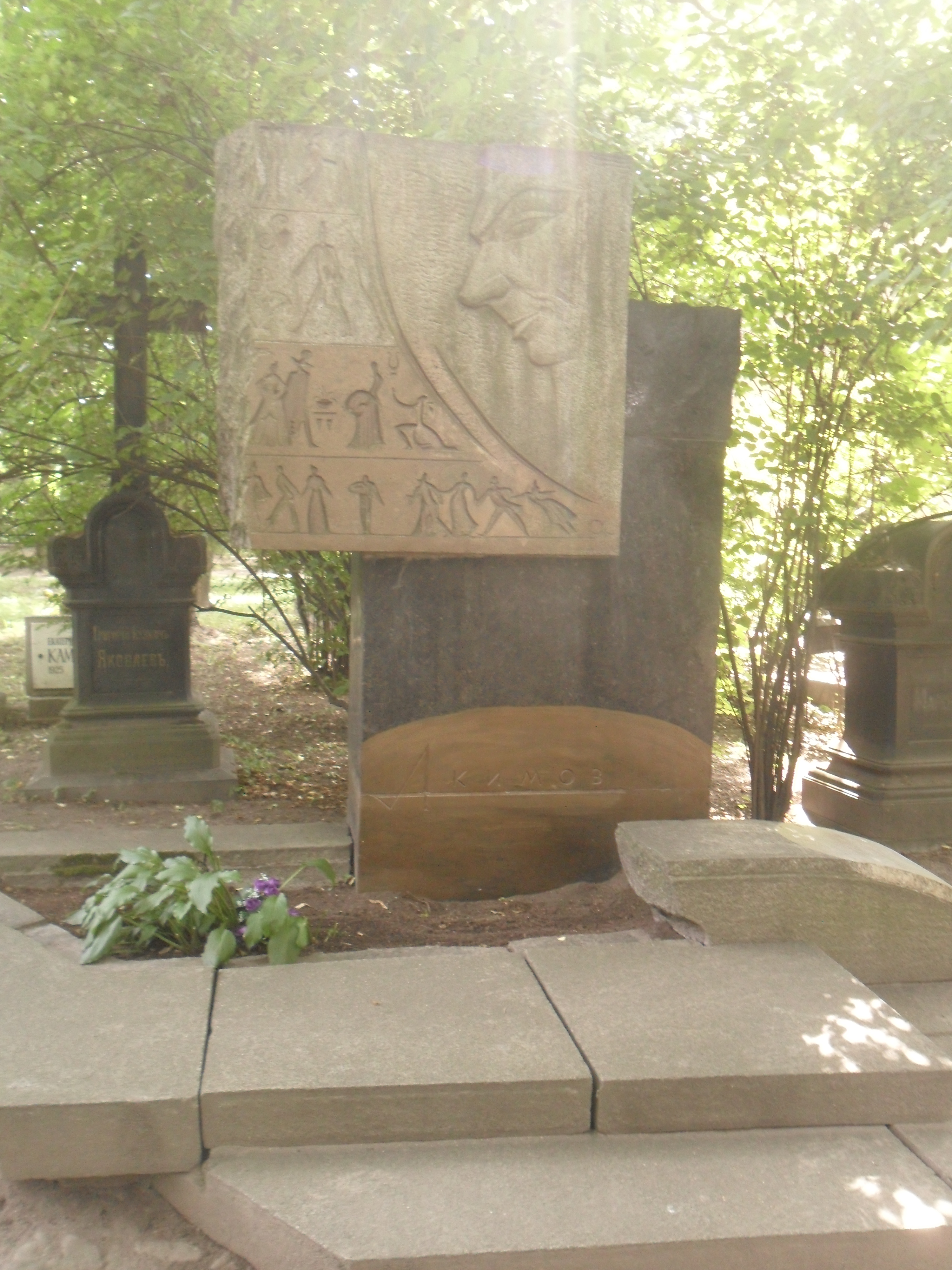
Могила Миколи Акімова.

Протягом 1919—1922 років мешкав у Харкові. 1919 року еспонував свої твори на Першій всеукраїнській художній виставці живопису, графіки, скльптури професійних і самодіяльних художників та дитячої творчості. Того ж року брав участь в оформленні театралізованих свят на площах міста. У 1920—1922 роках у Харкові викладав малюнок на Вищих курсах політпросвітробітників. У 1922 році став працювати в якості художника по костюмам в Харківському театрі для дітей оформивши постановки п'єс «Подвиги Геркулеса» Річарда Побідимського (1921), «Снігуронька» Олександра Островського (1922), потім — Алінур (1922; інсценізація Всеволода Меєргольда і Юрія Бонді за казкою Оскара Вайльда «Зоряний хлопчик»). Одночасно працював у театрі «Червоний факел».
У 1922 році повернувся до Петрограда, де протяном 1922—1924 років навчався у ВХУТЕІНі. Після знайомства з Миколою Євреїновим оформив його п'єсу «Даєш Гамлета» в театрі «Криве дзеркало». Працював в якості художника-оформлювача в театрах «Музичної комедії», «Сучасному театрі», «Вільної комедії», в театрах-кабаре «Карусель» і «Балаганчик», згодом у Ленінградському академічному театрі драми та у Великому драматичному театрі.
Режисерську діяльність почав у 1932 році у Москві (вистава «Гамлет» Вільяма Шекспіра в театрі імені Євгена Вахтангова). Протягом 1935—1968 років (з перервою у 1949—1955 роках) працював художнім керівником Ленінградського театру комедії. У 1951—1955 роках обіймав посаду головного режисера ленінградського Театру імені Ленради. У 1950-х роках створив при Театрі комедії літературні об'єднання — лабораторії сучасної комедії. З 1954 по 1968 рік викладав в Ленінградському державному інституті театру, музики і кінематографії, очолював художньо-постановочний факультет.
Помер 6 вересня 1968 року у Москві під час гастролей Театру комедії. Похований в Санкт-Петербурзі на Літераторських містках Волковського цвинтаря. Надгробок створено 1974 року (скульптор Герман Хонін, архітектор В. М. Черкаський).

## Творчість

### Постановки у театрі
Оформив понад 200 постановок, зокрема:
Ленінградський академічний театр драми
- «Кінець Криворильська» Бориса Ромашова (1926);
- «Бронепоїзд 14-69» Всеволода Іванова (1927);
- «Лють» Євгена Яновського (1930);
- «Страх» Олександра Афіногенова (1931);
- «Стовпи суспільства» Генріка Ібсена (1934)[15];
- «Загибель ескадри» Олександра Корнійчука (1935)[8];

Московський театр Революції
- «Людина з портфелем» Олексія Файка (1928)[4];
- «Фронт» Олександра Корнійчука (1943)[8];

Театр імені Вахтангова
- «Розлом» Бориса Лавреньова (1927)[4][15];
- «Змова почуттів» Юрія Олеші (1929)[4];
- «Підступність і кохання» Фрідріха Шиллера (1930);
- «На всякого мудреця досить простоти» Олександра Островського (1968)[15];

Харківський театр російської драми
- «Брехня» Олександра Афіногенова (1933)[8];

Харківська студія сценічних мистецтв при театрі російської драми
- «Солом'яний капелюшок» Ежена Лабіша (1936)[8];

Московський художній театр
- «Любов Ярова» Костянтина Треньова (1936);
- «Школа лихослів'я» Річарда Шерідана (1940);
- «Офіцер флоту» Олександра Крона (1945);

Ленінградський театр комедії
- «Дванадцята ніч» Вільяма Шекспіра (1938);
- «Собака на сіні», «Валенсіанська вдова» Лопе де Веги (1939);
- «Небезпечний поворот» Джона Прістлі (1939);
- «Страшний суд» Василя Шкваркіна (1939)[12];
- «Помер пан Пік» Ш. Пейре-Шапюї (1940)[12];
- «Тінь» Євгена Шварца (1940);
- «Актриса» Олексія Файка (1942—1943);
- «Пігмаліон» Бернарда Шоу (1943)[15];
- «Лев Гурич Синичкин» за Дмитром Ленським (1945)[15];
- «Подорож пана Перрішона» Ежена Лабіша (1946);
- «Старі друзі» Леоніда Малюгіна (1946)[6];
- «Острів миру» Євгена Петрова (1947);
- «З любов'ю не жартують» Педро Кальдерона (1948);
- «Звичайне диво» (1956) і «Повість про молоде подружжя» (1957) Євгена Шварца[12];
- «Не сотвори собі кумира» Олексія Файка (1956);
- «Дерева вмирають стоячи» Алехандро Касони (1957);
- «Крісло № 16» Дмитра Угрюмова (1957);
- * «Ревізор» Миколи Гоголя (1958)[12];
- «Привиди» Едуардо де Філіппо (1958);
- «Трихвилинна розмова» Валентини Левидової (1959);
- «Розповідь однієї дівчини…» Олександра Тверського (1959);
- «Строкаті розповіді» за Антоном Чеховим (1960);
- «Милий брехун» Джерома Кілті[en] (1961);
- «Дракон» Євгена Шварца (1962);
- «Дон Жуан»[b] Джорджа Гордона Байрона (1963);
- «Весілля Кречинського» Олександра Сухово-Кобиліна (1966)[15];

Московський театр драми
- «Директор» Самуїла Альошина (1950)[7];

Театр імені Ленради
- «Весна в Москві» Віктора Гусєва (1951);
- «Тіні» Михайла Салтикова-Щедріна (1953);
- «Європейська хроніка» Олексія Арбузова (1953);
- «Справа» Олександра Сухово-Кобиліна (1955);
- «Нічний переполох» Марка Соважона (1956);

Київськи театр російської драми імені Лесі Українки
- «Весна в Москві» Віктора Гусєва (1953)[8].

### Фільмографія
- «Третя молодість» (1929, художник-постановник);
- «Кощій Бездушний» (1944, художник, у співавторстві)
- «Попелюшка» (1947, художник, у співавторстві)
- «Тіні» (1953, режисер-постановник і художник, у співавторстві)
- «Весна в Москві» (1953, фільм-спектакль; режисер-постановник)
- «Справа» (1955, фільм-спектакль; режисер-постановник і художник, у співавторстві)
- «Софія Ковалевська» (1956, сценарист у співавторстві)
- «Строкаті розповіді» (1961, фільм-спектакль; режисер-постановник у співавторстві)[16].

### Художня творчість

плакат до вистави п'єси «Диктатура»

Виступав, як художник кіно. Працював у галузі станкового живопису, графіки, плаката. Серед робіт:
портрети
- Юрія Лаврова (1929, 1968)[17];
- Романа Рубінштейна (1930);
- українських колгоспників (1930, 1931)[17];
- Дмитра Шостаковича (1931);
- Сергія Юткевича (1934);
- Ірини Зарубіної (1936);
- Євгена Шварца (1938);
- Галини Уланової (1940);
- Миколи Охлопкова (1945);
- Олени Юнгер (1950);
- Ірини Гошевої (1950);
- Євгена Мравінського (1957);
- Аркадія Райкіна (1959);
- Георгія Товстоногова (1959);
- Ізакіна Гріншпуна (1968)[17];
- дівчини з Чернівців (1968)[8];
- Миколи Черкасова[4];
- Бориса Теніна[4].

- Виконав плакати до вистав «Продавці слави» (1925), «Тартюф» (1929), «Диктатура» (1930, за Іваном Микитенком)[18];
- Ілюстрував і оформляв книги у видавництвах «Academia», «Полярная звезда», «Былое» та інших: збірки творів Анрі де Реньє (1924—1927) і Жуля Ромена (1925—1930); «Смерть пана Жюльєна» П'єра Боста (1926) та інші[7].

### Мистецтвознавча діяльність
З питань театрального мистецтва автор низки:
статей
- «Художник в театре» / «Жизнь искусства», 1928, № 10 (рос.) [4];
- «Художник в театре» / «Театр и драматургия», 1935, № 7, с. 7—12 (рос.)[10];
- «Валенсианская вдова» / «Искусство и жизнь», 1939, № 1, с. 44 (рос.)[10];
- «По поводу „Снежной королевы“» / «Искусство и жизнь», 1939, № 6, с. 32—34 (рос.)[10];
- «Больше требовательности к декорационному оформлению» / «Искусство и жизнь», 1940, № 3, с. 33 (рос.)[10];
- «Водевиль на нашей сцене» / «Огонёк», 1945, № 28, с. 12 (рос.)[10];
- «Трудности и перспективы жанра» / «Октябрь», 1958, № 6 (рос.) [4];
- «Из зрительного зала» / «Советская культура», 1 серпня 1961 [10].
- «Театр в настоящем и будущем» / «Театр»[ru], 1960, № 3 (рос.) [4];

книг
- «О театре». Ленінград. Москва, 1962 (рос.)[10];
- «Не только о театре». Москва, 1966 (рос.)[10].

На 1-му Всесоюзному з'їзді радянських художників, що проходив у Москві у 1957 році, виступив із співдоповіддю «Художники советского театра», про театрально-декораційне мистецтво. Матеріали опубліковані у 1958 році, с. 182—211..

### Виставки експозиції
Виставки робіт художника відбулися у 1947, 1958, 1961 і 1963 роках у Ленінграді та 1956 (виставка театральних афіш) і 1965 роках у Москві. Твори експонувалися на зарубіжних виставках у Нью-Йорку у 1934 році,
Всесвітній у Парижі у 1937 році, Всесвітній у Брюсселі у 1958 році.
Ескізи його декорацій є в Театральному музеї імені Бахрушина у Москві, Санкт-Петербурзькому музеї театрального та музичного мистецтва та інших збірках.

## Відзнаки
Почесні звання:
- заслужений діяч мистецтв РРФСР (1939)[10];
- народний артист Таджицької РСР (1945)[10];
- народний артист РРФСР (1945)[13];
- народний артист СРСР (1960)[5].

Ордена і медалі:
- два ордена Трудового Червоного Прапора (1939, 1961)[13];
- орден Червоної Зірки;
- медаль «За оборону Ленінграда»;
- медаль «За доблесну працю у Великій Вітчизняній війні 1941—1945 рр.»;
- медаль «У пам'ять 250-річчя Ленінграда»[6].
- срібна медаль на Всесвітній виставці в Брюсселі (1958; за ескізи до вистави «Справа» Олександра Сухово-Кобиліна)[10].

## Вшанування пам'яті

мемjріальна дошка в фоє Театру комедії/

- 1970 року у Санкт-Петербурзі, на будинку № 4 по вулиці Гоголя (нині Мала Морська), з боку Кирпичного провулка встановлено меморіальну дошку (автор — архітектор Жан Вержбицький) з текстом: «У цьому будинку з 1945 р по 1967 р жив народний артист СРСР Микола Павлович Акімов»[19];
- У 1986 році ім'я Миколи Акимова присвоєно Ленінградському театру комедії;
- У 2001 році в фоє Театру комедії відкрито меморіальну дошку Миколі Акимову. Скульптор Григорій ;Ястребенецький, архітектор Олексій Гавричков;
- У 2011 році в Театрі комедії відкрита кімната-музей режисера[20].
- На його честь названо астероїд 4521 Акімов[21].

## Виноски
1. ↑  літературний псевдонім Олександра Білецького
2. ↑  в якому він взяв участь і як співавтор сценічного варіанту п'єси.
3. ↑  картон, гуаш, туш, акварель